# قهوة فرنسية

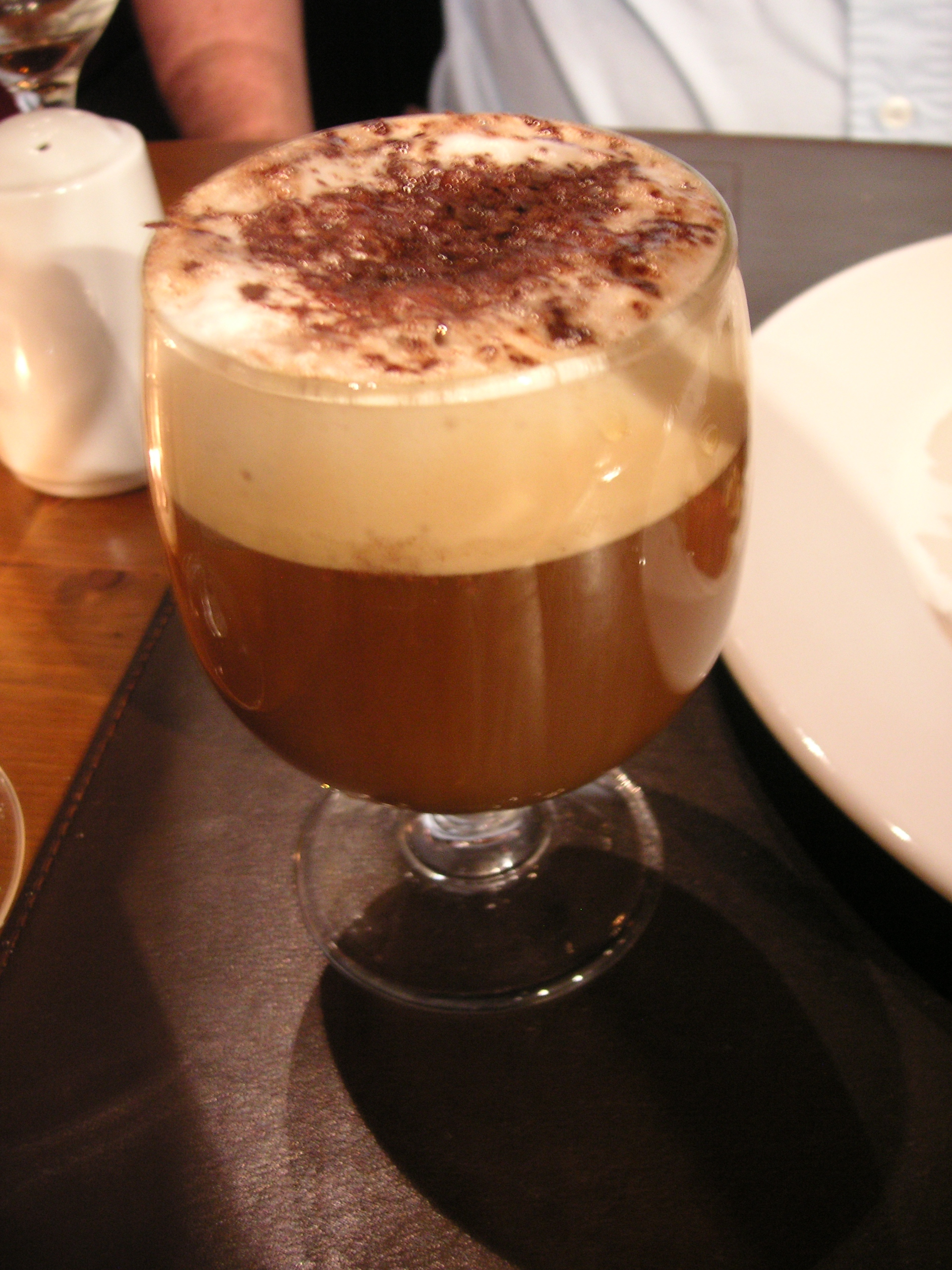

القهوة الفرنسية هي قهوة بالحليب، وإن سميت بأسماء مختلفة حول العالم. وهي القهوة السادة مع الحليب المخفوق وتقدم في فنجان كبير.
يحتوي كل كوب من القهوة بالحليب مع السكر (250مل تقريباً) على 126 وحدة حرارية ويمكن استعمال الحليب الخالي من الدسم للتخفيف من الوحدات الحرارية والدهون.
طريقة تحضير القهوة الفرنسية 
طريقة التحضير ضعي الحليب والماء في وعاء على النار، ثم اتركيه حتى يغلي، ثم أضيفي إليه القهوة الفرنسية. أضيفي الكاكاو واخلطي كل المقادير جيداً على النار حتى تمتزج جيداً.